# Heinz Kägebein
Heinz Kägebein (* 11. März 1924 in Spornitz; † 22. August 2018 in Neustadt-Glewe) war ein deutscher Berufsschullehrer, mecklenburgischer Heimatforscher sowie Dichter und Schriftsteller der niederdeutschen Sprache.

## Leben
Heinz Kägebein absolvierte die Volksschule und ab 1938 eine Lehrausbildung als Flugzeugmotorenschlosser in Hamburg. Er nahm am Zweiten Weltkrieg als Soldat teil, wurde in Nordafrika eingesetzt und geriet in britische Kriegsgefangenschaft, aus der er 1947 entlassen wurde. In seine mecklenburgische Heimat zurückgekehrt qualifizierte er sich zum Ingenieur und Pädagogen. Als Berufsschullehrer war er bis 1957 in Dömitz und danach bis 1989 in Ludwigslust tätig.
In seiner Freizeit wirkte Kägebein, der seit 1965 in Neustadt-Glewe wohnte, als Heimatforscher. Er engagierte sich im Kulturbund und war bis 2018 Vorstandsmitglied des Kultur- und Heimatvereins Neustadt-Glewe e.V.

## Werke
Heinz Kägebein organisierte unzählige Veranstaltungen und (auch eigene) Lesungen. Seiner Feder entstammten zahlreiche eigene plattdeutsche Gedichte und Kurzgeschichten, welche in der Tagespresse, später in Anthologien und Periodika erschienen wie den Heimatheften für Mecklenburg und Vorpommern, dem Voß-un-Haas-Kalender, den Johannes-Gillhoff-Jahrbüchern oder der Schriftenreihe Johrestieden.
- Rimels un Vertellers. Hrsg.: Kultur- und Heimatverein Neustadt-Glewe e.V. Neustadt-Glewe, 1997.
- Blinklichter – Plattdütsche Vertellers un Rimels ut Meckelborg taun Besinnen, Hoegen un Hucheln. 1999.
- Nestflüchter – Geschichten und Gedichte, Döntjes un Vertellers ut uns plattdütsches Heimatland. 2002.
- Olldachsgeschichten – Riemels, Geschichten un Vertellers von dit un dat, von gistern un hüt. 2004.

## Ehrungen
Kägebein wurde wiederholt für seine Verdienste um die niederdeutsche Literatur geehrt. Er war Ehrenbürger von Neustadt-Glewe.